# Кабушкорп

Старий логотип клубу

Кабушкорп Спорт Клубе ду Паланка або просто «Кабушкорп» (порт. Kabuscorp Sport Clube do Palanca) — ангольський футбольний клуб із міста Луанда, який виступає в Чемпіонаті Анголи з футболу. Домашні матчі проводить на стадіоні «Ештадіу душ Конкейруш», який вміщує 12 000 глядачів.
ФК «Кабушкорп» виник в муніципалітеті Каженга, де у вихідні дні проводять свій час молоді люди, які проживають у районі Паланка, Ранжел і Каженга.

## Історія клубу
Клуб засновано в 1994 році президентом клубу та його власником Бенто Кангамба. Дебютував у чемпіонаті Анголи з футболу в 2008 році та зайняв 10-те підсумкове місце. Проте найкращого результату в чемпіонатах Анголи «Кабушкорп» досяг через 6 років, коли завоював перше місце в сезоні 2013 року, в цьому розіграші клуб набрав рекордні для національного чемпіонату 73 пункти. Цей успіх дозволив клубу взяти участь в Лізі чемпіонів КАФ 2014 року. В 2014 році «Кабушкорп» переміг у Суперкубку Анголи Петру Атлетіку з рахунком 3:1.
4 серпня 2012 року 23 фанати Кабушкорпу ду Паланка померли та 29 отримали поранення внаслідок дорожньо-транспортної пригоди на дорозі, яка сполучає провінції Північна Кванза та Луанда. Аварія сталася, коли автобус, який перевозив уболівальників клубу з Паланки, повертався з міста Калулу, прибережної провінції Південна Кванза, після футбольного матчу проти місцевого «Рекреатіву ду Ліболу». Матч відбувся в рамках 20-го туру першого дивізіону національного чемпіонату, Жираболи 2012, який завершився з рахунком 2:0 перемогою господарів поля.
15 січня 2012 року Гравець року за версією ФІФА 1999 та Гравець року в Європі Рівалду підписав з клубом контракт терміном на один рік. Альберт Мейонг вперше в історії клубу став найкращим бомбардиром національного чемпіонату.

## Досягнення
- Жирабола
  -  Чемпіон (1): 2013
  -  Срібний призер (2): 2011, 2014

- Жира Ангола (Серія А)
  -  Чемпіон (1): 2007[2]

- Чемпіонат провінції Луанда
  -  Бронзовий призер (1): 2004[3]

- Суперкубок Анголи
  -  Володар (1): 2014

## Сезони клубу в чемпіонаті Анголи з футболу
| 2004 ЖА b | 2005 ЖА b | 2006 ЖА b | 2007 ЖА b | 2008 ЖБ | 2009 ЖБ | 2010 ЖБ | 2011 ЖБ | 2012 ЖБ | 2013 ЖБ | 2014 ЖБ | 2015 ЖБ | 2016 ЖБ |
|           |           |           | 1м        |         |         |         |         |         | 2013    |         |         |         |
|           | 2         |           |           |         |         |         | 2011    |         |         | 2014    |         |         |
|           |           | 3         |           |         |         |         |         |         |         |         |         |         |
| 4         |           |           |           |         |         |         |         | 4       |         |         | 4       |         |
|           |           |           |           |         |         |         |         |         |         |         |         |         |
|           |           |           |           |         |         |         |         |         |         |         |         |         |
|           |           |           |           |         |         |         |         |         |         |         |         |         |
|           |           |           |           |         |         |         |         |         |         |         |         |         |
|           |           |           |           | 8       |         | 8       |         |         |         |         |         |         |
|           |           |           |           |         |         |         |         |         |         |         |         |         |
|           |           |           |           |         |         |         |         |         |         |         |         |         |
|           |           |           |           |         |         |         |         |         |         |         |         |         |
|           |           |           |           |         | 12      |         |         |         |         |         |         |         |

Примітки1м = Вихід у Жирабола, ГБ = Жирабола, ГА = Жира Ангола 
    Рейтинг червоного кольору означає, що клуб вибув із турніру 
   Рейтинг пурпурового кольору означає, що клуб вийшов до вищого дивізіону та вилетів із нього в тому ж сезоні
| Сезон | І  | П  | Н  | П  | М     | ±   | Очки | Місце   |
| ----- | -- | -- | -- | -- | ----- | --- | ---- | ------- |
| 2008  | 26 | 8  | 7  | 11 | 25—26 | -1  | 31   | 8 з 14  |
| 2009  | 26 | 7  | 8  | 11 | 37—39 | -2  | 29   | 12 з 14 |
| 2010  | 30 | 11 | 10 | 9  | 39—33 | +6  | 43   | 8 з 16  |
| 2011  | 30 | 17 | 5  | 8  | 47—30 | +17 | 56   | 2 з 16  |
| 2012  | 30 | 14 | 9  | 7  | 43—32 | +11 | 51   | 4 з 16  |
| 2013  | 30 | 22 | 7  | 1  | 53—16 | +37 | 73   | 1 з 16  |

## Участь в міжнародних турнірах КАФ
| Сезон | Турнір             | Раунд      | Клуб         | Вдома | На виїзді | Загальний |
| ----- | ------------------ | ---------- | ------------ | ----- | --------- | --------- |
| 2014  | Ліга чемпіонів КАФ | Попередній | Коте д'Ор    | 5-1   | 2-1       | 7-2       |
| 2014  | Ліга чемпіонів КАФ | 1          | Замалек      | 0-0   | 0-1       | 0-1       |
| 2015  | Ліга чемпіонів КАФ | Попередній | ЛЛБ Академік | 1-0   | 0-0       | 1-0       |
| 2015  | Ліга чемпіонів КАФ | 1          | Аль-Меррейх  | 2-1   | 0-2       | 2-3       |

## Відомі гравці
Гравці, які брали участь у континентальних та світових першостях у складі своїх національних збірних.
- Угу Маркеш — 2011—н.ч.
- Рівалдо — 2012
- Валду Діж
- Альберт Мейонг

## Відомі тренери
| Тренер                        |                 | Роки |                 | Ліга          | Кубок | Суперкубок             |
| ----------------------------- | --------------- | ---- | --------------- | ------------- | ----- | ---------------------- |
| Педро Кідумо                  | (1996)          | -    | (1998)          |               |       |                        |
| Афонсо Конді                  | (березень 2008) | -    | (2009)          |               |       |                        |
| Педро Кідумо                  |                 | -    | (травень 2009)  |               |       |                        |
| Драшко Стоїлжкович            | (травень 2009)  | -    | (листопад 2010) |               |       |                        |
| Віктор Бондаренко             | (грудень 2010)  | -    | (листопад 2012) |               |       |                        |
| Едуард Ераносян               | (листопад 2012) | -    | (червень 2014)  | Гірабола 2013 |       |                        |
| Зоран Манойлович              | (червень 2014)  | -    | (листопад 2014) |               |       | Суперкубок Анголи 2014 |
| Любомир Рістовськи            | (грудень 2014)  | -    | (квітень 2015)  |               |       |                        |
| Жоау Клаудіу ді Алмейда Гомеш | (квітень 2015)  | -    | (травень 2016)  |               |       |                        |
| Матеуш Агостінью              | (травень 2016)  | -    | (червень 2016)  |               |       |                        |
| Ромеу Філемон                 | (червень 2016)  | -    |                 |               |       |                        |